# صلصة البرقوق
صلصة البرقوق هي أحد أنواع التوابل اللزجة، لونها بني فاتح وطعمها حلو وحامض. يتم استخدامها في المطبخ الكانتوني كصلصة تغميس للأطباق المقلية، مثل السبرينغ رولز، والمعكرونة، وكرات الدجاج المقلية وكذلك البط المشوي. وهي مصنوعة من الخوخ الحلو أو غيرها من الفاكهة مثل الخوخ والأناناس أو المشمش، إلى جانب السكر والخل والملح والزنجبيل والفلفل الحار. 
صلصة البرقوق على طريقة ديترويت هي وصفة شهيرة لصلصة البرقوق الصينية الأمريكية الموجودة في معظم المطاعم الصينية في منطقة جنوب شرق ميشيغان. إنها صلصة مائية وحلوة تعتمد على الخل وتقدم نكهة أقوى بكثير.

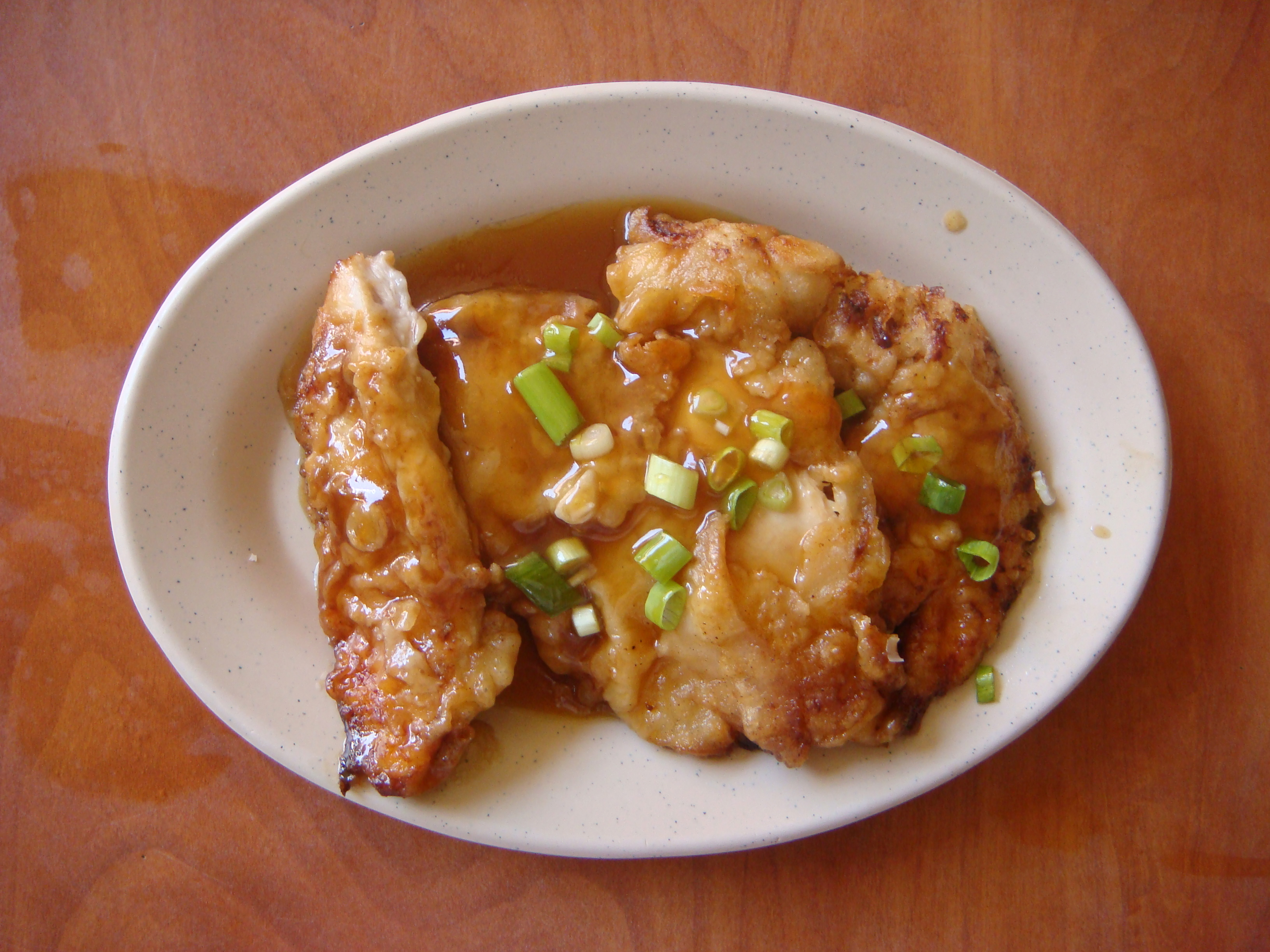
وجبة دجاج بصلصة البرقوق